# Уарфала
Уарфала (на арабски: ورفلة) е голяма арабска или (арабизирана берберска или арабо-берберска) племенна група в Триполитания, Либия.
Те традиционно обитават територията на област Мисрата и град Бани Уалид, на около 125 километра югоизточно от Триполи. През 2011, като част от тази група се определят около 220 000 либийци.
Уарфала се състои от 52 племена, които съдържат самостоятелни „баит“, или родове.
По време на италианската окупация уарфала, под ръководството на Бел Кайре, остават неутрални до пристигането на италианците на тяхна територия. Между 1920 и 1922 влизат във война с племената от Джабал ал-Гарби.
Муамар Кадафи е набрал голяма част от охраната си от уарфала и е поставил лидери на племената в „Либийско революционно командно събрание“ (заедно с племената Макарха и Гадафа). Членове на уарфала са обвинени в опит за преврат през 1993. Впоследствие Кадафи арестува и екзекутира много лидери на племенната група. Не е ясно кого подкрепя уарфала в текущата гражданска война. Анонимно обаждане и постове в Туитър съобщават, че те се числят към въстаниците, но Либийската държавна телевизия твърди, че водачите на уарфала са се свързали с Кадафи за да изразят подкрепата си.